# 古剑奇谭网络版
《古剑奇谭网络版》是由上海烛龙科技开发的一款承袭古剑奇谭世界观的大型多人在线角色扮演游戏。

## 概述
《古剑奇谭网络版》承袭《古剑奇谭》系列游戏世界观，延续《古剑奇谭》单机版的优势，不仅注重剧情发展及系列世界观的完善，也会通过细节上的表现勾起玩家的美好回忆，令玩家感受自己身处《古剑奇谭》的世界之中。游戏世界将会涉及到神州大地上几乎所有的地方，玩家可以在庞大的游戏世界里，体验丰富多彩的人间万象。
《古剑奇谭网络版》将会采用即时性更强的ARPG战斗模式，由于加入了动作要素，游戏将具有更爽快的操作感和打击感，也更强调玩家之间的配合与协作，真实玩家的互动也会给战局带来更丰富的变化。

## 世界观

### 古剑溯源

#### 五帝之首剑
轩辕黄帝
  中原大地有轩辕氏，雄才大略，知人善任，又得天皇伏羲帮扶，使其一统中原，称“轩辕黄帝”
九黎不臣
   九黎不臣，族长亦名蚩尤，其力不逊于神，九黎治兵势强，皇帝兵败，全无反击之力  伏羲查看之下，竟发现此人力量与昔日安邑部族系出同源。
伏羲赠剑
   伏羲赐剑七柄于黄帝，其全剑上着神力，是为“五帝之首”。黄帝以其护身，兼得神明相助，剑克九黎。
五帝之首 
   天界之剑辗转人间，世人视之为：仙剑  据传：持帝首者掌天下，盖五帝之首剑向为天命皇帝所持也。

#### 焚寂
太古七剑
星汉变幻间，须臾又过千载  安邑后人建郭于龙渊地下，采奇珍，炼生魂。施禁木，铸成凶剑七柄，是为“太古七剑”。
魂魄铸剑
七凶剑，祭生魂而成，凶威几近“断生”，其一焚寂，为龙渊部族工匠角离引太子长琴命魂四魄铸成，太子长琴亦成为焚寂剑灵。
移居幽都
龙渊部族引魂魄铸剑，激怒天皇伏羲，决议灭其全族。女娲不忍其祸。置于眷属及龙渊部众于地界“幽都”
封印凶剑
龙渊七剑，凶煞非凡，女娲亲施封印，分置于人界各处，着亲信股肱世代镇守。

#### 昭明
三皇初立
首生盘古，垂死化身  后有三皇  世人尊天皇伏羲、地皇女娲、人皇神农。
逆天弑神
上元太初年间，西北安邑部族族长蚩尤，誓统天命。持凶剑“断生”伤天皇伏羲，伏羲惊恐，灭安邑部，蚩尤败亡。
神剑初现
”断生“之事暂平，伏羲感人界无可留恋，遂率众神登天，营建天界，与人界、地界，并称三界，后慑于”断生“威力，伏羲命仙匠禺期铸神剑，昭明。昭明为神剑之始。
天柱倾颓
时过千载，黑龙悭悭臾戏水之举引发沿海大灾，为避天界惩戒逃至不周山。火神祝融水神共工与祝融之子太子长琴奉天皇伏羲之诏，降讨悭悭臾。未料有此致天柱倾颓。
昭明崩碎
天穹将颓，伏羲持昭明剑，斩上古巨鳌四足支撑四极，暂止天穹倾颓之势  然经此役，昭明剑身崩碎，不复神剑之行。
投炉祭剑
昭明既殁，禺期被禁，不复近剑炉，愤而下界，寻新的铸剑之法。禺期迷惆之余，投身剑炉，却使一身精魄入剑，铸成古剑，晗光。

## 职业设定

### 司命
“司命”一系来自一个美丽的地方——补天岭。补天岭地处蜀地，那里群山环抱，四季不谢的杜鹃花朵朵盛开，织成绚烂的花海。补天岭司命由上古时信仰女娲的部族“尞族”发展而来。上古时期，女娲率龙渊部族进入地界幽都，一些追随女娲的人类就此留在幽都永不入世，而也有另一些人选择留在人间，弘扬女娲信仰，这些人在补天岭聚居，补天岭司命一系就此形成。补天岭司命守护着补天岭娲皇殿，同时负责接待外来的朝圣者。其首领被称为“大司命”，下设四名司祭。补天岭司命声名远播，不少女娲信徒慕名而来，期望与司命交流并得到其祝福。
“愿以吾心司命忧，愿以吾思怀千愁。愿以吾血济苍生，愿以吾命恸九州。”从这段描写补天岭司命的诗句中，我们看到一个光明、正直、博爱、圣洁的形象。宁舍吾身济度世人，司命护爱众生，他们常常入世传道。同时，司命也对荼毒人命、助纣为虐的恶人施以惩罚。
造化司命开鸿蒙，驱鸾凰兮驭飞虹。谁踏千劫出万壑，便乘长风补苍穹。
《古剑奇谭网络版》六大职业之一的司命给人以光明、圣洁的印象，传承了女娲大神的博爱之心的司命，在世间遭遇大灾难时，常入世解救百姓疾苦、扶危济困，乱世中的百姓甚至把他们当成下凡的仙人，将他们的故事写入诗歌，世代相传。
补天岭是人界女娲信仰最鼎盛的区域之一，各地的女娲信徒都会来此朝拜。群山怀抱中的补天岭风光旖旎，生长其中的树木错落有致，朵朵杜鹃绽放于开阔的岩坡之上。
补天岭地处蜀地西南，司命的服装也带有一丝南疆风情，羽毛制成的装饰物非常具有特色。补天岭气候宜人，司命的服装以蓝白色调为主，给人以清爽之感。司命的双手之上佩戴着手环，想必当他们行步之时手环便会发出悦耳的声音吧。

### 御剑
朝往昆仑御剑游，暮观沧海自东流。不求无为证大道，且与苍生共白头。《古剑奇谭网络版》六大职业之一的御剑行为方正，立身行事皆合乎法度，身为修仙之人的他们，传承师门不可独善其身的理念，以降妖除魔、捍卫正道为毕生所求。
御剑起源
太华山的太华观由一位琴剑双绝的女仙赤霞真人所创立，太华观信仰伏羲，是一个非常强大的中原修仙门派。然而近年，太华观突生变故，门下重要长老遭遇不测，以致各持意见的众弟子分为两支，其中的一派就是御剑。
太华山终年为积雪所覆盖，松柏耐寒尽显苍劲，这里清气鼎盛，更不时有仙鹤盘桓，可谓是一处人间乐土。
御剑职责
御剑得始祖赤霞真人剑术所传，剑术高超，他们以心法为主、剑诀为辅，在体内运作剑气，凝化为剑光，从剑匣发出攻击敌人。御剑常年镇守囚禁众多妖邪的太华秘境，他们同时也领受师门之命下山，帮助百姓免受邪魔妖道的侵害。
御剑组织
御剑奉正阳真人为宗，目前由“御剑阁”来进行管理，御剑阁由三位正阳弟子组成，他们三人剑术卓绝又各有千秋，管理能力亦是超群。弟子们的传功、考核等事务均由他们负责，同时代表御剑弟子参与门派事务。
御剑以伏羲为信仰，其服装上也有周易八卦的装饰，可以说他们的服装带有非常明显的道教特色。御剑的服饰整体给人的感觉较为利落，衣摆处的流苏又增添了一丝飘逸之感。

### 斩风
来则斩风去擎苍，醉眼何曾侧侯王。一壶乾坤八千梦，卧看青山入斜阳。《古剑奇谭网络版》六大职业中的斩风性格豪爽交游广泛，他们行侠仗义，济人困厄，从不为江湖晴雨所累，只求美酒佳酿相伴。您是否也梦想成为一名随心而行的侠客呢？今日就让我们一同去探寻斩风的故事吧！
斩风起源
风物秀美、草木繁茂的百草谷也是斩风的居住之所。斩风原本是来自五湖四海的侠客，多年前，他们被百草谷中墨者的济世行为所吸引，为保护墨者，他们自愿请命来到百草谷。
百草谷中气候宜人，繁花盛开，相传太古之时神农也因喜爱谷中的景致而在此长住。谷中的建筑大多是草木结构，给人以自然而开放的感觉。
斩风职责
斩风生性洒脱，是重承诺、轻生死的侠客。他们擅用巨剑，喜爱饮酒，以酒行气，千杯不醉。百草谷中清风徐徐尽扫一切烦忧，于此开怀畅饮自然是一件乐事。斩风也会按照墨者的指示，外出收集情报、保护重要的人物或组织、传播各种知识与技术。
斩风组织
斗转星移，最初进入百草谷的剑士侠客已经衍变成为了现在颇具规模的斩风，斩风内部为便于联络和传承，便自行推举出三位实力最强者担任首领，这三人被称为“斩风三侠”，他们不但具有非凡的领导才能，在斩风武学修为之上更是登峰造极，此外另有十位剑技出众的斩风弟子协助三侠，他们被称为“十客”。
斩风的服装轻便利落，衣服之上有很多羽毛装饰，鞋子也同样以羽毛点缀，不知斩风的动作是否也能像鸟儿一般迅捷呢？左眼的眼罩为整体的服装更添了一分潇洒，倒是十分符合斩风不拘小节的性格。

### 妙法
无边妙法何处求，蓬山倾倒白云头。琴心只共松月老，红尘白雪赏春秋。来自太华观的另一脉修仙弟子妙法超然而典雅，其君子风范在《古剑奇谭网络版》的六大职业之中亦是出众。妙法以法术见长，习得创派始祖赤霞真人所传“妙法三十六章”，同时他们博学善思，喜好琴棋书画，今天就让我们去寻找那美妙琴音背后的传奇吧。
妙法起源
太华观开山鼻祖赤霞真人修为高深，修成仙身之后游历人间，其交游遍及五湖四海，是许多修仙者极为敬仰的前辈高人。她创立太华，广收弟子，力求镇服妖魔，应对危机。然而近年来一系列的因缘变故，却让门下弟子分为御剑与妙法两支。
太华观有着严明的等级辈分，观中楼台殿宇宏大庄严，人才济济，寻常百姓常常前往上香祈福，数百年来香火鼎盛。
妙法职责
妙法博学善思，具有很高的艺术修养，他们主用鞭杖，又伴以琴艺入道，故讲求修心练气，以至天人合一。作为太华观弟子，镇服太华秘境群妖的同时，妙法也始终谨记赤霞真人“修仙者不可独善其身”的训示，他们乐于帮助世人，同时在这个过程中探寻着人生妙谛。
妙法组织
妙法奉合朔真人为宗，目前由三名法术超群的弟子组建的“妙法宫”共同管理，这三名主事者均乃合朔门人，深得其术法真传。是故观中两脉弟子分立后，他们被推举为妙法一脉的管理者。“妙法三子”以五行道术为主修，都是太华观中不可或缺的中流砥柱。

### 天罡
天罡夜枕绿沉枪，敌血尚温金甲凉。明朝与子同穴死，再托魂梦寄故乡。百草谷光阴荏苒，天罡的誓约未曾改变。
天罡起源
百草谷由神农兴建于太古时代，千年前诸侯纷争，一群不堪纷乱的济世墨者避入百草谷中隐居。为了抵挡邪恶势力入侵百草谷，一位人间明君感念墨者以往帮助，派出精兵驻守在百草谷，以保护并协助墨者。
这支精兵正是最初的“天罡”。他们在军营之中世代生息。战鼓擂，军号催，天罡所驻之地仍然保留着军中风范。
天罡职责
天罡遵守与明君的誓约，生生世世守护百草谷。在与墨者数百年的相处中，天罡得墨者“武隐”一脉真传，他们所习武学已非凡尘兵家武术，而是走上了吐纳清气，修炼仙家武学的道路。天罡善用长柄武器，他们常常接受墨者的指示，出谷调查政局时势、对朝廷官员提出警世建言、破坏邪恶势力的阴谋计划、维护人间的和平与安宁。
天罡组织
“我叫闻人羽，百草谷星海部天罡。”《古剑奇谭二》中女主角闻人羽常常会如此介绍自己，那么星海部在天罡军中主要负责什么样的工作呢？实际上闻人羽所在的星海部是前锋斥候部队，行动力极强，除此之外还有精锐主力部队骁骑部和负责防御、使用大型机械的“特种工兵”神机部，它们与星海部共同组成了天罡三部。
天罡的铠甲以金属和皮革制成，坚固的服饰能够帮助天罡安然来往于敌阵，也让天罡给人以很强的依赖感。在身披的铠甲上点缀的毛茸茸的装饰，减弱了天罡的肃杀之意，多了一丝亲近之感。

### 咒隱
咒隐起源
“咒隐通幽访灵都，千魂万魄入洪炉。誓将此身临泉壤，再化孤月照三途。”咒隐来自女娲信徒的朝圣之地——补天岭。在上古时期女娲大神进入地界之后，居于补天岭的寮族背负女娲大神使命，仍旧留在人界，他们渐渐分成了两支，其中一支转入补天岭地下神殿成为巫卫，守护着女娲留下的圣物，因他们擅长隐去自己的行迹，在暗中发动攻击，故被称为“咒隐”。
补天岭陂陀起伏，景色优美，谁会料到地下竟有如此规模的神殿？神殿以暗紫色装饰为主，殿中巨大石柱林立，彰显神殿宏大庄严，因神殿处于地下深渊，终年不见日光，所以另有一种神秘之感。
咒隐职责
咒隐身为补天岭地下神殿的守卫者，惯用镰刀，有着极强的防护意识。他们将学习女娲传下的阴系术法，利用地下阴泉阴气提升修行。而为了成为真正的巫卫，咒隐将接受试炼，入世寻找自我，理解信仰的真谛，他们主动了解各种黑暗事物，当内心成长至不受任何诱惑之时，便会返回补天岭，为女娲赋予的使命奉献终身。
咒隐组织
咒隐的首领名为“大巫祝”，其下设五位能力出众的弟子辅助管理咒隐弟子，名为“五咒”。五咒在术法上各有擅长，能力上也各有偏向，但都是大巫祝的左膀右臂。
因长年受地底阴泉影响，咒隐显得肃杀阴冷，且多以面具覆面，所以看起来诡异神秘，但是身负女娲大神使命的他们却有一种让人信赖的安全感。

## 运营相关事件
- 2014年12月26日开启首次限量技术封测，并于2014年12月20日发布用于本次测试的客户端，版本号为0.1.0.68。本次测试需要使用激活码激活Gamebar通行证后方可参与。